# Phô trương địa vị

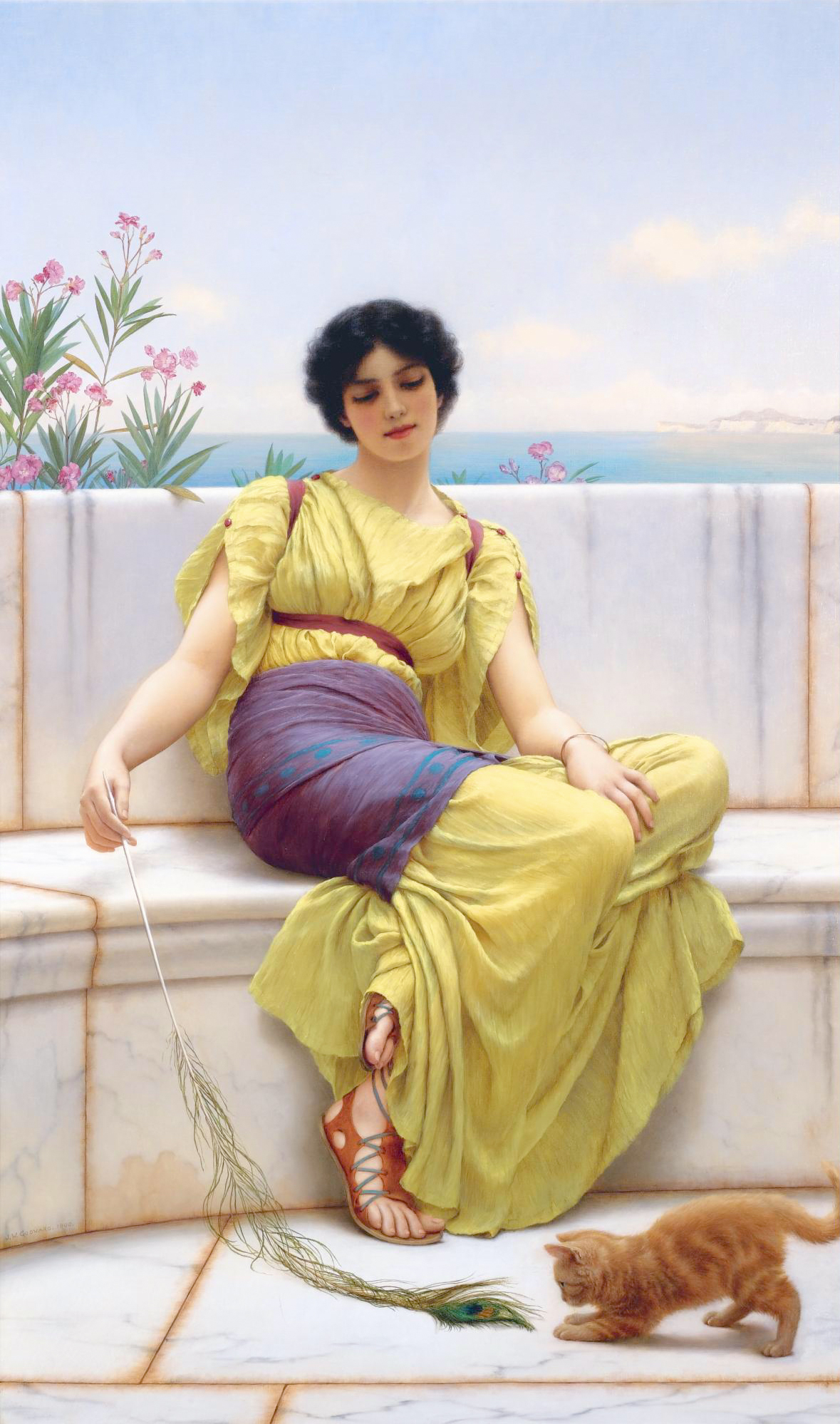
Bức tranh có tiêu đề Nhàn rỗi (Idleness) của họa sĩ người Anh John William Godward vẽ khoảng năm 1900

Phô trương địa vị đôi khi còn gọi là phô trương gia thế là một khái niệm do nhà kinh tế học và xã hội học người Mỹ Thorstein Veblen đưa ra trong chuyên luận Lý thuyết về tầng lớp nhàn rỗi (1899). Phô trương địa vị hay gia thế có liên quan đến mục đích thị uy và phô bày địa vị xã hội.